# 10541 Malesherbes
För andra betydelser, se Malesherbes (olika betydelser).
10541 Malesherbes eller 1991 YX är en asteroid i huvudbältet som upptäcktes den 31 december 1991 av den belgiske astronomen Eric W. Elst vid Haute-Provence-observatoriet. Den är uppkallad efter fransmannen Chrétien-Guillaume de Lamoignon de Malesherbes.
Asteroiden har en diameter på ungefär 4 kilometer och den tillhör asteroidgruppen Levin.